# Ерікс Ешенвалдс
Ерікс Ешенвалдс (латв. Ēriks Ešenvalds; народився 26 січня 1977, Прієкуле, Латвія) — латвійський композитор. Творчий співробітник в Триніті-коледжі Кембриджського університету.

## Біографія
Ерікс Ешенвалдс народився в Прієкуле, Латвія в 1977 році. Навчався в Латвійській баптистській богословській семінарії (1995–1997) до отримання ступеня магістра з композиції (2004) у Латвійськії академії музики за класом Сельги Менсе. Ешенвалдс брав майстер-класи у таких музикантів як Майкл Фіннісі, Клаус Губер, Філіпп Манурі і Джонатан Гарві та багато інших.
З 2002 по 2011 рік Ешенвалдс був членом Державного хору Латвії, а з 2011 по 2013 рік — творчим співробітником в Триніті-коледжі Кембриджського університету. Ешенвалдс є триразовим лауреатом латвійської премії за великі досягнення в музиці «Lielā mūzikas balva» (2005, 2007 і 2015). У 2006 році Міжнародна трибуна композиторів присудила йому першу премію за твір «Легенда про замуровану жінку». Ешенвалдс написав офіційний гімн Всесвітніх хорових ігор 2014, коли Рига була культурною столицею Європи у 2014 році. Ешенвалдс викладає композицію на факультері композиції Латвійської академії музики.

## Дискографія
Композиції Ешенвалдса записані такими лейблами як Hyperion Records, Decca Classics, Deutsche Grammophon, Delphian Records, Pentatone, Ondine.
Записи, які присвячені виключно його творам, включають:
- The Doors of Heaven — камерний хор Портлендського університету під керівництвом диригента Етана Сперрі (Naxos, 2017)[8]
- St Luke Passion Sacred Works — Хор Латвійського радіо, Ризький симфонічний оркестр та Сігвардс Кова (Ondine, 2016)
- Northern Lights & other choral works — хор Триніті-коледжу, Кембриджського університету та Стівен Лейтон (Hyperion Records, 2015)
- At the Foot of the Sky — Державний хор Латвії та Маріс Сірмайс (2013)
- Passion & Resurrection & other choral works — камерний симфонічний оркестр ім. Бріттена, камерний хор «Polyphony» і Стівен Лейтон (Hyperion Records, 2011)
- O Salutaris — молодіжний хор «Kamēr...» і Маріс Сірмайс (2011)

Альбом «Northern Lights & other choral works» був відібраний у короткий список на нагороду «Gramophone Classical Music Awards 2015», обраний як «Вибір критиків Gramophone 2015» і був у списку кращих альбомів ICI Radio-Canada у 2015 році. Альбоми «At the Foot of the Sky» (2013) і «O Salutaris» (2011) були визнані найкращими альбомами року з класичної музики Латвії.